# A Close Shave (1995)
A Close Shave of voluit Wallace & Gromit in A Close Shave (Nederlandse titel: Op een haar na of Aan een wollen draadje) is een Britse klei-animatiefilm uit 1995 met een looptijd van dertig minuten, inclusief aan- en aftiteling. Het was na A Grand Day Out (1989) en The Wrong Trousers (1993) de derde productie waarin de door regisseur en schrijver Nick Park gecreëerde personages Wallace & Gromit de hoofdrol spelen. Park won voor A Close Shave achttien filmprijzen, waaronder zijn derde Oscar (na die voor de korte animatiefilm Creature Comforts in 1991 en die voor The Wrong Trousers in 1994) en zijn derde BAFTA Award (na die voor A Grand Day Out in 1990 en die voor The Wrong Trousers in 1994).
Parks eerstvolgende Wallace & Gromit-filmpjes verschenen in 2002 in een tiendelige serie verhalen van 2,5 minuut per stuk, onder de titel Cracking Contraptions.

## Verhaal
Uitvinder Wallace (met de stem van Peter Sallis en de Nederlandse stem van Pieter Tiddens) bewoont een huisje samen met zijn eigenlijk intelligentere hond Gromit. Laatstgenoemde zit 's avonds in zijn bed te breien, wanneer hij op straat een vrachtwagen hoort stoppen. Zonder dat hij het weet, ontsnapt daar een schaap uit. Als Gromit de volgende morgen bij het ontbijt de krant leest, staat er een artikel op de voorpagina over een dreigend woltekort in de stad. Er is een schapenmoordenaar actief in de buurt. Wallace ontdekt intussen dat er in huis van alles aangevreten is, zoals elektriciteitsdraden, planten, het pak havermout en zijn geliefde voorraad kaas. Voor ze dit verder kunnen onderzoeken, gaat de telefoon. Wallace en Gromit hebben een glazenwassersbedrijfje en worden gebeld door Wendolene Ramsbottom (met de stem van Anne Reid). Zij wil dat ze de ramen van haar winkel Wendolene's Wools komen wassen. Wallace springt op zijn motorfiets en Gromit in het zijspan, waarna ze op weg gaan.
Bij aankomst begint Wallace meteen te zwijmelen zodra hij Gwendolene ziet. Hij ziet niet dat haar van haar vader geërfde hond Preston en Gromit minder goed met elkaar overweg kunnen. Preston gaat naar buiten en begint Gromit direct te terroriseren. Later thuis, ligt heel het huis overhoop. De dader blijkt het ontsnapte schaap. Wallace wil hem wassen in de kelder, maar het dier belandt per ongeluk in de scheermachine. Al zijn wol gaat eraf en wordt door dezelfde machine meteen verwerkt tot een gebreide trui. Wallace geeft het schaap deze zelf maar aan en noemt het beestje Shaun. Wallace en Gromit hebben niet gezien dat Preston al die tijd verstopt zat in het kelderputje. Zodra ze naar boven gaan, komt hij eruit en steelt hij Wallaces ontwerp voor de scheermachine.
Wanneer ze weer bij Gwendolene zijn, kijkt Gromit door een gat in de muur van haar huis. Hij weet niet dat hij daardoor het gezicht vormt van een muurtekening van een slager met een hakbijl, die op het punt staat een schaap te slachten. Ook merkt hij niet dat er zo een foto van hem gemaakt wordt. Wanneer Gromit verder kijkt, ziet hij een vrachtwagen vol schapen. Hij maakt het ruim open zodat ze eruit kunnen, maar Shaun zit vastgebonden binnen. Hij stapt het ruim in om hem los te maken, maar zodra Shaun het ruim uit is, doet Preston dit vanuit de bestuurdersstoel dicht. Hij levert Gromit vervolgens af bij het politiebureau samen met de trucagefoto van hem als slapenslachter. De politie denkt de gezochte killer dog te pakken te hebben en Gromit wordt veroordeeld tot een levenslange gevangenisstraf. De krantenberichten hierover overtuigen zelfs een bedroefde Wallace. Die avond staat Gwendolene aan zijn deur om excuses te maken, zonder dat hij weet waarvoor. Ze zegt hem ook dat hij maar niet meer langs moet komen.
Het is vrijdagavond 20.00 uur wanneer Gromit in zijn cel een geheime boodschap krijgt dat hij klaar moet gaan staan. Daarop breekt Wallace hem samen met een groep schapen uit zijn cel. Terwijl ze achter de heg liggen, stopt er dichtbij een vrachtwagen. Tot Wallace verrassing stapt Gwendolene hieruit en laadt zij samen met Preston een kudde schapen achterin. Ze wil dit eigenlijk niet, maar moet van de hond. Hij blijkt geen gewone hond, maar een robot gemaakt door haar vader. Preston zou haar eigenlijk moeten beschermen, maar er zit iets fout in zijn systeem en daardoor is hij het criminele pad opgegaan. Hij is de schapendief en gebruikt de beesten om hondenvoer van te maken. Als Gwendolene aangeeft niet meer te willen, laadt Preston haar ook achterin. Wallace en Gromit gaan op hun motor de vrachtwagen achterna om Gwendolene en de schapen te redden.

## Rolverdeling
| Acteur       | Personage            |
| ------------ | -------------------- |
| Peter Sallis | Wallace              |
| Anne Reid    | Wendolene Ramsbottom |

## Trivia
- De titel A Close Shave betekent letterlijk genomen 'iets heel kort op de huid afscheren', zoals bij het scheren van een schaap. A Close Shave is daarnaast ook een Engelse uitdrukking vergelijkbaar met het Nederlandse 'op het nippertje'.
- Wanneer Gromit opgesloten zit in zijn cel, leest hij het boek Crime and Punishment. Dat werd geschreven door Fjodor Dostojevski, maar op Gromits boek staat 'Fido' Dogstoyevski.
- In Gromits cel staat op de muur geschreven Feathers was here. Een criminele pinguïn genaamd Feathers McGraw was Wallace en Gromits tegenstander in The Wrong Trousers.
- Gwendolenes hond is vernoemd naar maker Nick Parks geboorteplaats, Preston.